# 五勝手屋本舗
株式会社五勝手屋本舗（ごかってやほんぽ）は、北海道檜山郡江差町にある製菓企業。五勝手屋羊羹で知られる。

## 沿革
先祖は慶長の時代に江差へ渡り住んだと伝えられている。その後、ヒノキの伐りだしのために来た南部藩の杣人「五花手組」（ごかってくみ）が蝦夷地で初めて豆の栽培に成功したことから、この豆をもとに菓子を作って藩公に献上した。これを記念して屋号を「五花手屋」として杣人たちが住み着いたため、辺りは「五勝手村」と呼ばれるようになり、屋号も「五勝手屋」と変わっていった。なお、「五花手」や「五勝手」はアイヌ語の「コカイテ」（波の打ちつける場所）が語源である。
1870年（明治3年）に現在地において「五勝手屋小笠原藤作」として本格的な菓子の販売を始め、北前船で運ばれた寒天を使用して菓子を作った。1936年（昭和11年）には昭和天皇が函館へ行幸した際の土産として献上している。1983年（昭和58年）に株式会社化し、「五勝手屋本舗」と改称した。

## 主な商品
- 五勝手屋羊羹
- あきあじ最中 - 鮭の形を模したこしあん入りの最中。
- カステラ
- 回/Re-Fruit  - 乾燥いちじくの中に五勝手屋羊羹を詰めたドライフルーツ菓子。